# Binnenhavenbrug
De Binnenhavenbrug is een ophaalbrug in het stadsdeel Feijenoord in de Nederlandse gemeente Rotterdam. De brug overspant de Binnenhaven en is daarnaar vernoemd.  De brug is onderdeel van de Stieltjesstraat.
Dit is de derde brug op deze plaats. De eerste brug, een basculebrug, is in de jaren tachtig van de 19 eeuw aangelegd, met de basculekelder in het Poortgebouw. In 1937 is deze vervangen door een nieuwe ophaalbrug. In 1991 is deze vervangen door de huidige ophaalbrug.